# Халіфа Спортс Сіті Стедіум
Стадіон «Халіфа Спортс Сіті», також відомий як стадіон «Іса Таун», — це багатофункціональний стадіон в Мадінат-Іса, Бахрейн. Наразі він використовується переважно для футбольних матчів. Стадіон вміщує 15 000 глядачів і був відкритий у 1968 році. Востаннє його реконструювали у 2007 році.

## Обладнання
У 2007 році стадіон пройшов реконструкцію вартістю 24,4 мільйона доларів (9,2 мільйона бахрейнських динарів), в ході якої на головному футбольному полі поклали натуральний газон і побудували нову головну трибуну, яка може вмістити 3600 глядачів. Побудовано ще один багатофункціональний спортивний зал місткістю 3600 глядачів. У цьому залі можна проводити матчі з гандболу, бадмінтону, баскетболу та волейболу. Крім 5-метрового басейну для стрибків у воду, побудовано басейн олімпійського розміру з трибуною на 500 глядачів. Розширення спроєктувала компанія Tilke and Partners.

## Історія
У 2013 році стадіон прийняв дев'ять ігор 21-го Кубка Арабської затоки.

## Визначні матчі
| 23 березня 2015 | Бахрейн | 0–0 | Ємен | Халіфа Спортс Сіті Стедіум                             |  |
|                 |         |     |      | Глядачі: 2 200 Суддя: Алі Сабах Аддай Аль-Кайс] (Ірак) |  |
|                 |         |     |      |                                                        |  |

| Товариський 29 березня 2022 | Бахрейн | –:– | Білорусь               | Халіфа Спортс Сіті Стедіум |  |
|                             |         |     | - Андрій Соловей 45+1' |                            |  |
|                             |         |     |                        |                            |  |